# Trasformazioni stella-triangolo
Le trasformazioni stella-triangolo o triangolo-stella sono molto utilizzate nel campo dell'elettrotecnica per poter più agevolmente risolvere circuiti con bipoli passivi. Trasformare una configurazione triangolo in una stella (o viceversa) significa trovare un set di valori di resistenza (o impedenza) tali che rendano il sistema equivalente. In altre parole a parità di tensione nei punti a, b e c le correnti di alimentazione delle due configurazioni devono essere identiche nei tre punti, e in entrambe le configurazioni.

Distribuzione a stella e a triangolo

## Regime stazionario

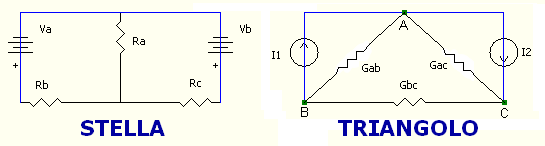
Trasformazioni triangolo - stella

### Passaggio da stella a triangolo
Per dimostrare il passaggio da una configurazione a stella ad una a triangolo (più utile ad esempio nel calcolo delle resistenze in parallelo) si procede risolvendo il primo circuito con il metodo delle maglie ed il secondo con il metodo dei nodi considerando il nodo A a potenziale nullo per semplicità. Per fare ciò si fornisce un'alimentazione esterna che non altera le caratteristiche del sistema.
Per il primo circuito si ha:
{\displaystyle {\begin{bmatrix}R_{a}+R_{b}&-R_{a}\\-R_{a}&R_{a}+R_{c}\end{bmatrix}}{\begin{bmatrix}I_{1}\\I_{2}\end{bmatrix}}={\begin{bmatrix}-V_{b}\\V_{c}\end{bmatrix}}}
per cui la prima corrente di maglia è 
{\displaystyle I_{1}=-V_{b}{\frac {R_{a}}{R_{a}R_{b}+R_{a}R_{c}+R_{b}R_{c}}}-V_{b}{\frac {R_{c}}{R_{a}R_{b}+R_{a}R_{c}+R_{b}R_{c}}}+V_{c}{\frac {R_{a}}{R_{a}R_{b}+R_{a}R_{c}+R_{b}R_{c}}}}.
Per il secondo circuito invece si ottiene 
{\displaystyle {\begin{bmatrix}G_{ab}+G_{bc}&-G_{bc}\\-G_{bc}&G_{ac}+G_{bc}\end{bmatrix}}{\begin{bmatrix}V_{b}\\V_{c}\end{bmatrix}}={\begin{bmatrix}-I_{1}\\I_{2}\end{bmatrix}}}
quindi l'equazione per la corrente {\displaystyle I_{1}} è
{\displaystyle I_{1}=-(G_{ab}+G_{bc})V_{b}+G_{bc}V_{c}}.
Eguagliando i coefficienti si ottiene la relazione per la conduttanza tra il nodo B e C:
{\displaystyle G_{bc}={\frac {R_{a}}{R_{a}R_{b}+R_{a}R_{c}+R_{b}R_{c}}}}
e quindi analogamente si dimostra che
e
.
Si noti quindi che il valore della conduttanza di un lato del triangolo è pari al rapporto tra la resistenza che si oppone al lato in esame e il prodotto misto a due a due delle resistenze stella, si avranno quindi le rispettive resistenze:
{\displaystyle R_{bc}={\frac {R_{a}R_{b}+R_{a}R_{c}+R_{b}R_{c}}{R_{a}}}}
{\displaystyle R_{ac}={\frac {R_{a}R_{b}+R_{a}R_{c}+R_{b}R_{c}}{R_{b}}}}
{\displaystyle R_{ab}={\frac {R_{a}R_{b}+R_{a}R_{c}+R_{b}R_{c}}{R_{c}}}}

### Passaggio da triangolo a stella
In maniera perfettamente duale si ottengono le resistenze stella dalle conduttanze triangolo:
{\displaystyle R_{a}={\frac {G_{bc}}{G_{ab}G_{ac}+G_{ab}G_{bc}+G_{ac}G_{bc}}}}
{\displaystyle R_{b}={\frac {G_{ac}}{G_{ab}G_{ac}+G_{ab}G_{bc}+G_{ac}G_{bc}}}}
{\displaystyle R_{c}={\frac {G_{ab}}{G_{ab}G_{ac}+G_{ab}G_{bc}+G_{ac}G_{bc}}}}
Oppure (considerando solo le resistenze):
{\displaystyle R_{a}={R_{ab}R_{ac} \over R_{ab}+R_{bc}+R_{ac}}}
{\displaystyle R_{b}={R_{ab}R_{bc} \over R_{ab}+R_{bc}+R_{ac}}}
{\displaystyle R_{c}={R_{bc}R_{ac} \over R_{ab}+R_{bc}+R_{ac}}}

### Dimostrazione tramite principio di sovrapposizione degli effetti
Un altro modo per dimostrare la validità dell'equivalenza si può ottenere tramite la sovrapposizione degli effetti.
Perché la configurazione a triangolo sia equivalente alla stella le correnti nei punti A, B e C devono essere identiche nelle due configurazioni. 
Determiniamo ora le correnti con il principio di sovrapposizione nelle due configurazioni.
Prendiamo la configurazione a triangolo e calcoliamo le correnti entranti nei nodi A, B e C.
{\displaystyle I_{a}={\frac {V_{a}-V_{b}}{R_{ab}//(R_{bc}+R_{ac})}}+{\frac {V_{a}-V_{c}}{R_{ac}//(R_{ab}+R_{bc})}}}
{\displaystyle I_{b}={\frac {V_{b}-V_{c}}{R_{bc}//(R_{ac}+R_{ab})}}+{\frac {V_{b}-V_{a}}{R_{ab}//(R_{ac}+R_{bc})}}}
{\displaystyle I_{c}={\frac {V_{c}-V_{a}}{R_{ac}//(R_{ab}+R_{bc})}}+{\frac {V_{c}-V_{b}}{R_{bc}//(R_{ab}+R_{ac})}}}

Ora calcoliamo le stesse correnti con la configurazione a stella
{\displaystyle I_{a}={\frac {V_{a}-V_{b}}{R_{a}+R_{b}}}+{\frac {V_{a}-V_{c}}{R_{a}+R_{c}}}}
{\displaystyle I_{b}={\frac {V_{b}-V_{c}}{R_{b}+R_{c}}}+{\frac {V_{b}-V_{a}}{R_{b}+R_{a}}}}
{\displaystyle I_{c}={\frac {V_{c}-V_{a}}{R_{c}+R_{a}}}+{\frac {V_{c}-V_{b}}{R_{c}+R_{b}}}}

È facile notare che per avere l'equivalenza e necessario che
{\displaystyle \left\{{\begin{array}{l}R_{a}+R_{b}=R_{ab}//(R_{bc}+R_{ac})={\frac {R_{ab}(R_{bc}+R_{ac})}{R_{ab}+R_{bc}+R_{ac}}}={\frac {R_{ab}R_{bc}+R_{ab}R_{ac}}{R_{ab}+R_{bc}+R_{ac}}}={\frac {R_{ab}R_{bc}+R_{ab}R_{ac}}{R_{s}}}\\\\R_{b}+R_{c}=R_{bc}//(R_{ac}+R_{ab})={\frac {R_{bc}(R_{ac}+R_{ab})}{R_{bc}+R_{ac}+R_{ab}}}={\frac {R_{bc}R_{ac}+R_{bc}R_{ab}}{R_{bc}+R_{ac}+R_{ab}}}={\frac {R_{bc}R_{ac}+R_{bc}R_{ab}}{R_{s}}}\\\\R_{a}+R_{c}=R_{ac}//(R_{ab}+R_{bc})={\frac {R_{ac}(R_{ab}+R_{bc})}{R_{ac}+R_{ab}+R_{bc}}}={\frac {R_{ac}R_{ab}+R_{ac}R_{bc}}{R_{ac}+R_{ab}+R_{bc}}}={\frac {R_{ac}R_{ab}+R_{ac}R_{bc}}{R_{s}}}\\\end{array}}\right.}

dove {\displaystyle R_{s}=R_{ac}+R_{ab}+R_{bc}}.

Determiniamo ora {\displaystyle R_{a},R_{b}eR_{c}} (trasformazione triangolo stella).

{\displaystyle \left\{{\begin{array}{l}R_{a}={\frac {(R_{a}+R_{b})-(R_{b}+R_{c})+(R_{a}+R_{c})}{2}}={\frac {(R_{ab}R_{bc}+R_{ab}R_{ac})-(R_{bc}R_{ac}+R_{bc}R_{ab})+(R_{ac}R_{ab}+R_{ac}R_{bc})}{2R_{s}}}={\frac {R_{ab}R_{ac}}{R_{s}}}\\\\R_{b}={\frac {(R_{a}+R_{b})+(R_{b}+R_{c})-(R_{a}+R_{c})}{2}}={\frac {(R_{ab}R_{bc}+R_{ab}R_{ac})+(R_{bc}R_{ac}+R_{bc}R_{ab})-(R_{ac}R_{ab}+R_{ac}R_{bc})}{2R_{s}}}={\frac {R_{ab}R_{bc}}{R_{s}}}\\\\R_{c}={\frac {-(R_{a}+R_{b})+(R_{b}+R_{c})+(R_{a}+R_{c})}{2}}={\frac {-(R_{ab}R_{bc}+R_{ab}R_{ac})+(R_{bc}R_{ac}+R_{bc}R_{ab})+(R_{ac}R_{ab}+R_{ac}R_{bc})}{2R_{s}}}={\frac {R_{ac}R_{bc}}{R_{s}}}\\\end{array}}\right.}

 quindi
{\displaystyle \left\{{\begin{array}{l}R_{a}={\frac {R_{ab}R_{ac}}{R_{ac}+R_{ab}+R_{bc}}}\\\\R_{b}={\frac {R_{ab}R_{bc}}{R_{ac}+R_{ab}+R_{bc}}}\\\\R_{c}={\frac {R_{ac}R_{bc}}{R_{ac}+R_{ab}+R_{bc}}}\\\end{array}}\right.}

Invertendo la soluzione si ottiene facilmente la trasformazione inversa.

## Regime sinusoidale
Le configurazioni secondo cui possiamo trovare i componenti resistitivi, capacitivi e induttivi sono le seguenti:

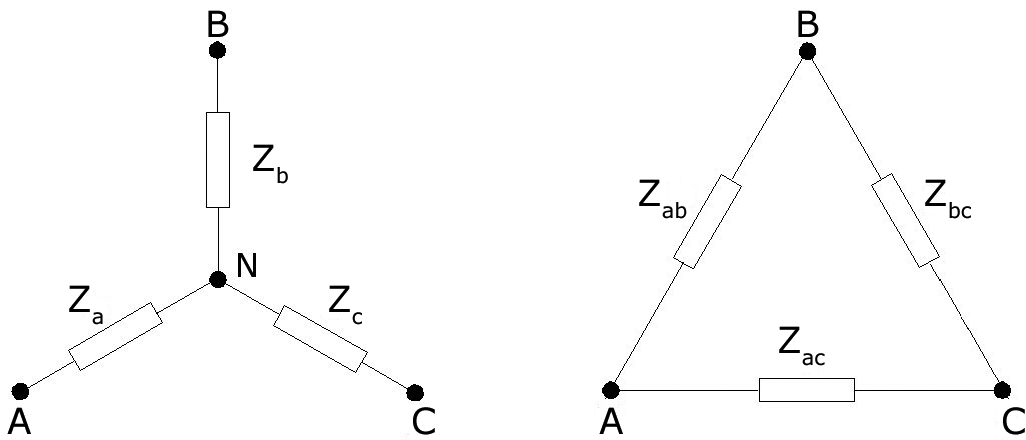
Configurazione stella, triangolo

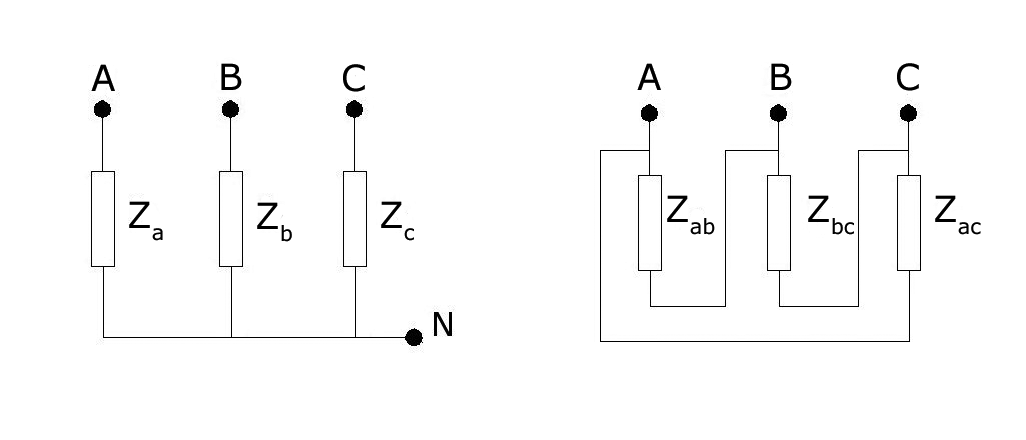
Configurazione stella, triangolo

È possibile il passaggio dagli schemi a destra (configurazione a triangolo) a quelli a sinistra (configurazione a stella) mediante le seguenti formule:

### Passaggio da triangolo a stella
{\displaystyle {\bar {Z}}_{a}={{\bar {Z}}_{ab}{\bar {Z}}_{ac} \over {\bar {Z}}_{ab}+{\bar {Z}}_{bc}+{\bar {Z}}_{ac}}}
{\displaystyle {\bar {Z}}_{b}={{\bar {Z}}_{ab}{\bar {Z}}_{bc} \over {\bar {Z}}_{ab}+{\bar {Z}}_{bc}+{\bar {Z}}_{ac}}}
{\displaystyle {\bar {Z}}_{c}={{\bar {Z}}_{bc}{\bar {Z}}_{ac} \over {\bar {Z}}_{ab}+{\bar {Z}}_{bc}+{\bar {Z}}_{ac}}}

### Passaggio da stella a triangolo
{\displaystyle {\bar {Z}}_{ab}={{\bar {Z}}_{a}{\bar {Z}}_{b}+{\bar {Z}}_{b}{\bar {Z}}_{c}+{\bar {Z}}_{c}{\bar {Z}}_{a} \over {\bar {Z}}_{c}}}
{\displaystyle {\bar {Z}}_{bc}={{\bar {Z}}_{a}{\bar {Z}}_{b}+{\bar {Z}}_{b}{\bar {Z}}_{c}+{\bar {Z}}_{c}{\bar {Z}}_{a} \over {\bar {Z}}_{a}}}
{\displaystyle {\bar {Z}}_{ca}={{\bar {Z}}_{a}{\bar {Z}}_{b}+{\bar {Z}}_{b}{\bar {Z}}_{c}+{\bar {Z}}_{c}{\bar {Z}}_{a} \over {\bar {Z}}_{b}}}